# دمراقع (المهرة)

تعديل مصدري - تعديل

دمراقع هي إحدى قرى مديرية المسيلة التابعة لمحافظة المهرة، بلغ تعداد سكانها 32 نسمة حسب تعداد اليمن لعام 2004.